# Challenger Banque Nationale de Granby 2000
Il Challenger Banque Nationale de Granby 2000 è stato un torneo di tennis facente parte della categoria ATP Challenger Series nell'ambito dell'ATP Challenger Series 2000. Il torneo si è giocato a Granby in Canada dal 10 al 16 luglio 2000 su campi in cemento.

## Vincitori

### Singolare
Takao Suzuki ha battuto in finale  Cecil Mammit con il punteggio di 6–4, 6–3.

### Doppio
Hyung-Taik Lee /  Yong-Il Yoon hanno battuto in finale  Frédéric Niemeyer /  Jerry Turek con il punteggio di 7–6(3), 6–3.